# 40 mm armata przeciwlotnicza Mark II
Armata 40 mm (2-pdr) Vickers QF Mark II (w skrócie Mk II) – brytyjska morska automatyczna armata przeciwlotnicza z okresu I wojny światowej, używana także podczas II wojny światowej, na okrętach brytyjskich oraz innych państw. W terminologii brytyjskiej kaliber oznaczony był jako „2-pdr” – 2 funty. Potocznie nazywana pom-pom (łącznie z późniejszą armatą Mark VIII).

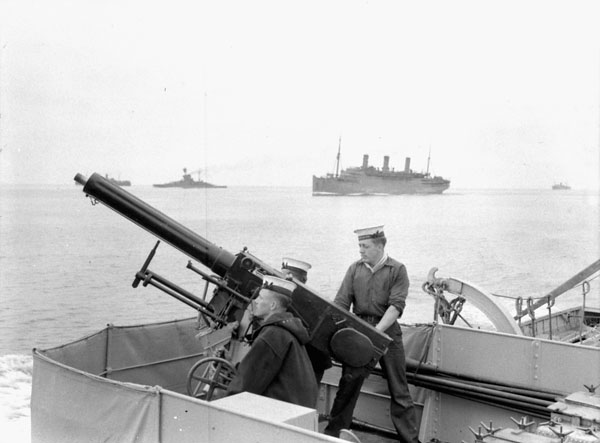
Armata Mark II na kanadyjskim niszczycielu HMCS „Assiniboine” podczas II wojny św.

## Historia powstania
Armata kalibru 40 mm Mark II powstała w wyniku zapotrzebowania na lekkie szybkostrzelne działko przeciwlotnicze, w związku z rosnącym zagrożeniem dla okrętów ze strony lotnictwa. Skonstruowana została w firmie Vickers. Wprowadzono ją na uzbrojenie brytyjskiej marynarki Royal Navy w marcu 1915 pod oznaczeniem Vickers 2-pdr QF Mark II. QF oznaczało rodzaj działa – quick-firing.
Używana tylko w postaci pojedynczej, na centralnym postumencie (podstawa nosiła niezależne oznaczenie od działa: Mark II HA, później Mark II*C HA). Jedynie eksperymentalnie testowano sześciolufową podstawę w latach 1921-22 na krążowniku „Dragon”. Armata była chłodzona wodą i miała lufę otoczoną chłodnicą. Pierwsze modele używały 25-nabojowej taśmy płóciennej, późniejszy Mark II*C – 14-nabojowej taśmy ze stalowymi ogniwkami. Używano pocisków wybuchowych (HE). W Wielkiej Brytanii wyprodukowano 795 dział, z czego 577 wciąż istniało w chwili wybuchu II wojny światowej. 

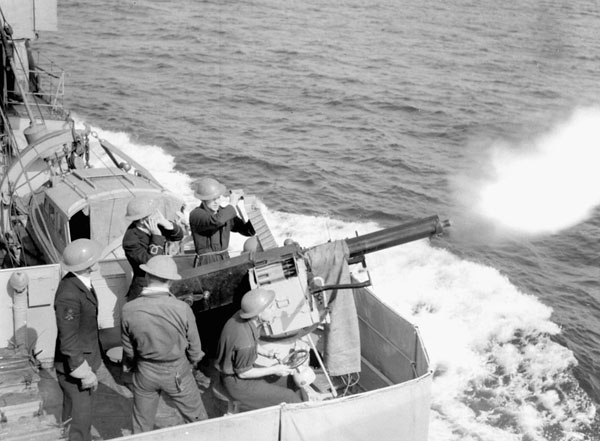
Armata Mark II w akcji na niszczycielu HMCS „Assiniboine”

Wadą tych działek była spora zawodność automatyki i częste zacięcia, także wczesna płócienna taśma nabojowa była mało wytrzymała. Nieco poprawiony pod tym względem był model Mark II*C. Ponadto, parametry balistyczne działka, w tym donośność, były dość słabe. Armata ta potocznie nazywana była „pom-pom”, od odgłosu strzelania.
Z konstrukcji działka Mark II wywodził się późniejszy udoskonalony model Mark VIII z lat 30., z taką samą lufą i o takich samych parametrach balistycznych, lecz z ulepszoną automatyką i używany także w wersji sprzężonej po 4 lub 8 luf (także nazywany „pom-pom”).
Podczas II wojny światowej wyprodukowano także dla starych działek Mark II 28 nowych podstaw Mark XV o napędzie mechanicznym, analogicznych do podstawy Mark XVI działka Mark VIII.

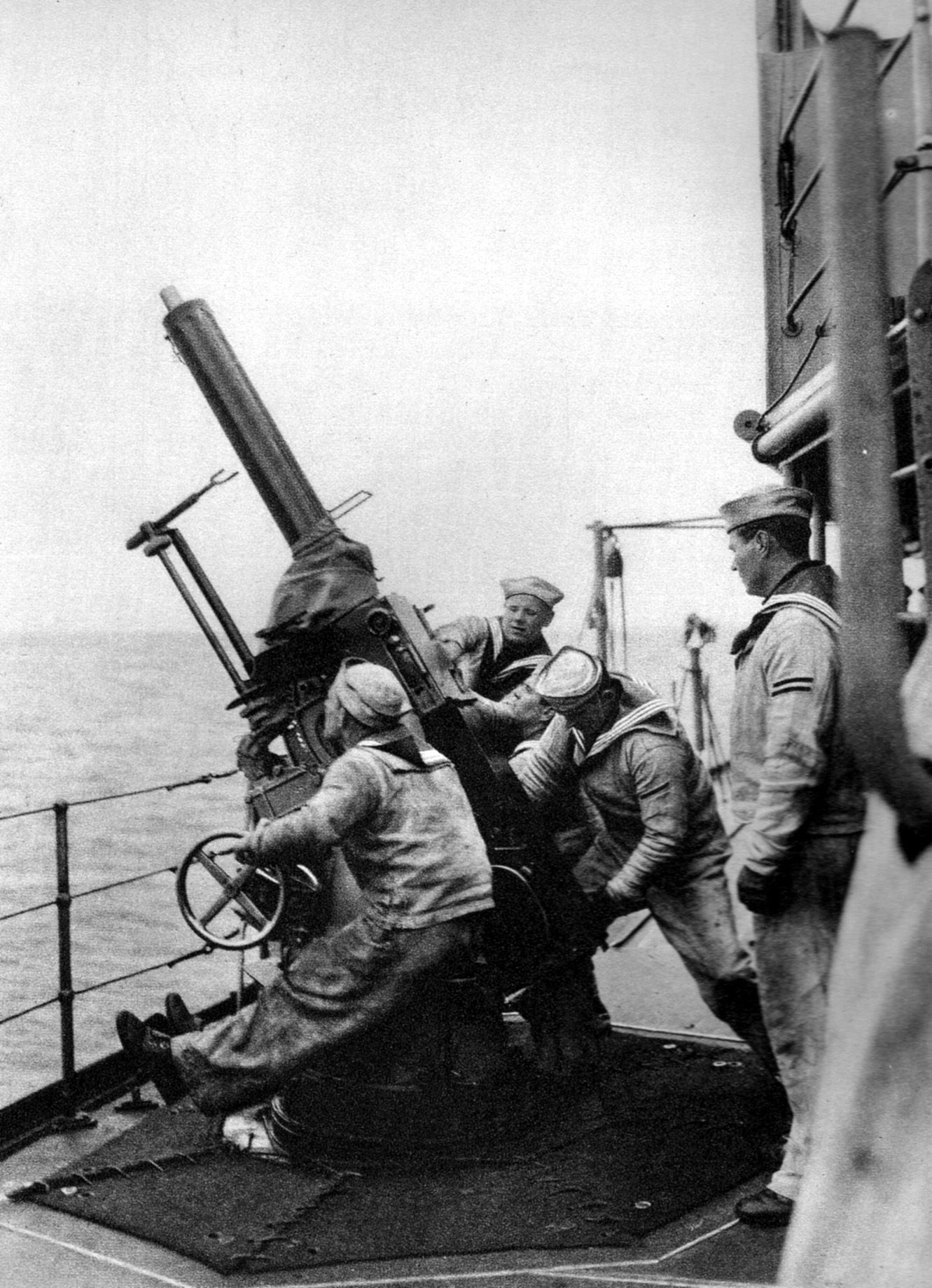
Działko 40 mm wz.28 na niszczycielu ORP „Wicher”

## Eksport
Działka Mark II były także przedmiotem eksportu. Około 50 dział zostało wyeksportowanych do Włoch, a następnie były one produkowane na licencji w zakładach Terni. Wersja licencyjna Vickers-Terni 1915/1917 używała 50-nabojowych bębnowych pojemników na amunicję.
Podczas I wojny światowej Rosja zakupiła 40 dział, dostarczonych do 1916 roku (po 20 dla Floty Bałtyckiej i Czarnomorskiej). Dalsze działa produkowano na licencji w Zakładach Obuchowskich, z czego do 1917 roku wyprodukowano co najmniej 12.
Siedem armat, oznaczanych jako Vickers wz. 28, zakupiła pod koniec lat 20. Polska. Z tego, po dwie zostały użyte na niszczycielach OORP „Wicher” i „Burza”, a pozostałe początkowo na okrętach podwodnych typu Wilk, lecz wkrótce zostały zdemontowane. Jedno następnie zamontowano na kutrze uzbrojonym ORP „Nieuchwytny” (zastąpione w 1939 roku przez armatę 40 mm Boforsa), a drugie na okręcie szkolnym ORP „Mazur”. Armaty te były włoskiego modelu Vickers-Terni, lecz z uwagi na duży ciężar, zakupiono dla nich brytyjskie skrzynki nabojowe na taśmy 25-nabojowe.
Działka analogiczne do modelu Mk II*C używane były na holenderskich okrętach w latach 30., oznaczone jako Mitrailleur 40 mm No.1, w tym krążownikach typu Java, niszczycielach typu Van Galen (II seria typu Admiralen), okręcie szkolnym „Soerabaia”, stawiaczach min „Prins van Oranje”, „Gouden Leeuw” i „Nautilus” (na części z nich zamienione później na działka Boforsa).
W latach 20. cztery armaty używane były na greckim krążowniku „Averof”.

## Użycie lądowe
Zmodyfikowane armaty automatyczne Vickers kalibru 40 mm były także instalowane na pojazdach, tworząc samobieżne działa przeciwlotnicze. Między marcem a czerwcem 1915 zakłady Wolseley Motors Ltd. w Birmingham zrealizowały zamówienie Królewskiej Marynarki Wojennej na 48 armat Vickers kalibru 40 mm zamontowanych na opancerzonych (odkrytych od góry) amerykańskich samochodach ciężarowych typu Pierce-Arrow. Ponadto zakłady te w styczniu–lutym 1916 wyprodukowały serię 16 pojazdów opancerzonych na podwoziu amerykańskiego trzytonowego samochodu ciężarowego typu Peerles, na których zamontowano również armaty Vickers kalibru 40 mm. W tymże roku 16 lub według innych źródeł 12 tych armat zostało wysłanych do Rosji. 

## Dane taktyczno-techniczne
- kaliber: 40 mm
- długość armaty (bez podstawy): 2438 mm (96 cali)
- długość lufy: 1575 mm (L/39 – 39 kalibrów, w rzeczywistości L/39,37)
- szybkostrzelność:
  - teoretyczna: 200 strz/min
  - praktyczna: 50-75 strz/min
- masa armaty (bez podstawy): 249 kg (z wodą)
- prędkość wylotowa: 585 m/s
- donośność:
  - pozioma maks.: 3475 m
  - pozioma skuteczna: 1100 m
- żywotność lufy: ok. 5000 strz.

- masa naboju HE: 1,34 kg
- masa pocisku HE: 0,9 kg
- masa materiału wybuchowego: 0,071 kg
- długość naboju: 30,47 cm

- kąt podniesienia: -5° +80°
- masy podstaw: 711-736 kg